# Perla aegyptiaca
Perla aegyptiaca är en bäcksländeart som beskrevs av Pictet, F.J. 1841. Perla aegyptiaca ingår i släktet Perla och familjen jättebäcksländor. Inga underarter finns listade i Catalogue of Life.